# کراسنی اکتیابر
کراسنی اکتیابر (روسی: ОАО "Красный Октябрь") شرکت صنایع غذایی روسی است، که در سال ۱۸۵۱ تأسیس شد.